# Klasztor franciszkanów w Smoleńsku
Kościół franciszkanów w Smoleńsku – kościół pod wezwaniem Niepokalanego Poczęcia NMP Prowincji Wniebowzięcia Najświętszej Maryi Panny Zakonu Braci Mniejszych w Katowicach położony w archidiecezji moskiewskiej.

## Historia
Swój początek bierze od placówki misyjnej franciszkanów (bernardynów) w 1611 roku. Początkowo przynależał do prowincji polskiej, od 1637 roku do małopolskiej, od 1781 roku do litewskiej. Właściwy klasztor powstał z fundacji Zygmunta III Wazy, którą datuje się na 27 października 1620 roku. Po 1620 roku powstał właściwy kościół i klasztor. Pierwszym przełożonym był o. Stanisław Bojanecki, towarzyszący królewiczowi Władysławowi w jego wyprawie moskiewskiej. Klasztor został zlokalizowany na wzgórzu Wasilkowa i zbudowany według planu Wilhelma Appelmanna pod wezwaniem św. Antoniego z Padwy. Zamieszkiwało go zwykle około 20 zakonników. Klasztor był bogato uposażony. Oprócz obszernych ogrodów klasztor otrzymał od króla w nadaniu wsie: Jackowo, Hlinniki, Orzechino, Kołupajowo i Mieszczyno. W kościele klasztornym znajdował się od początku łaskami słynący obraz Matki Boskiej, udekorowany licznymi wotami, które świadczyły o żywym kulcie. Ten okres bytności franciszkanów trwał do 1655 roku, kiedy to Smoleńsk po wojnie z Rzecząpospolitą przypadł państwu moskiewskiemu. Zakonnicy eskortowani przez żołnierzy carskich zostali odprowadzeni poza granice. Nie pozwolono im zabrać ze sobą cudownego obrazu. Pozostawili także cenną bibliotekę za którą wszelako zakon otrzymał odszkodowanie.
Franciszkanie (bernardyni) powrócili do Smoleńska w 2 połowie XVIII wieku. W 1781 roku powstała wówczas następna placówka zakonna, lecz w innym miejscu. W tym czasie prowadzili duszpasterstwo parafialne. W 1838 roku zbudowali murowany kościół pw. Narodzenia N.M.P. Na skutek represji carskich placówka jednak powoli podupadała. Ostatnia wzmianka o franciszkanach w Smoleńsku w XIX wieku pochodzi z 1855 roku.

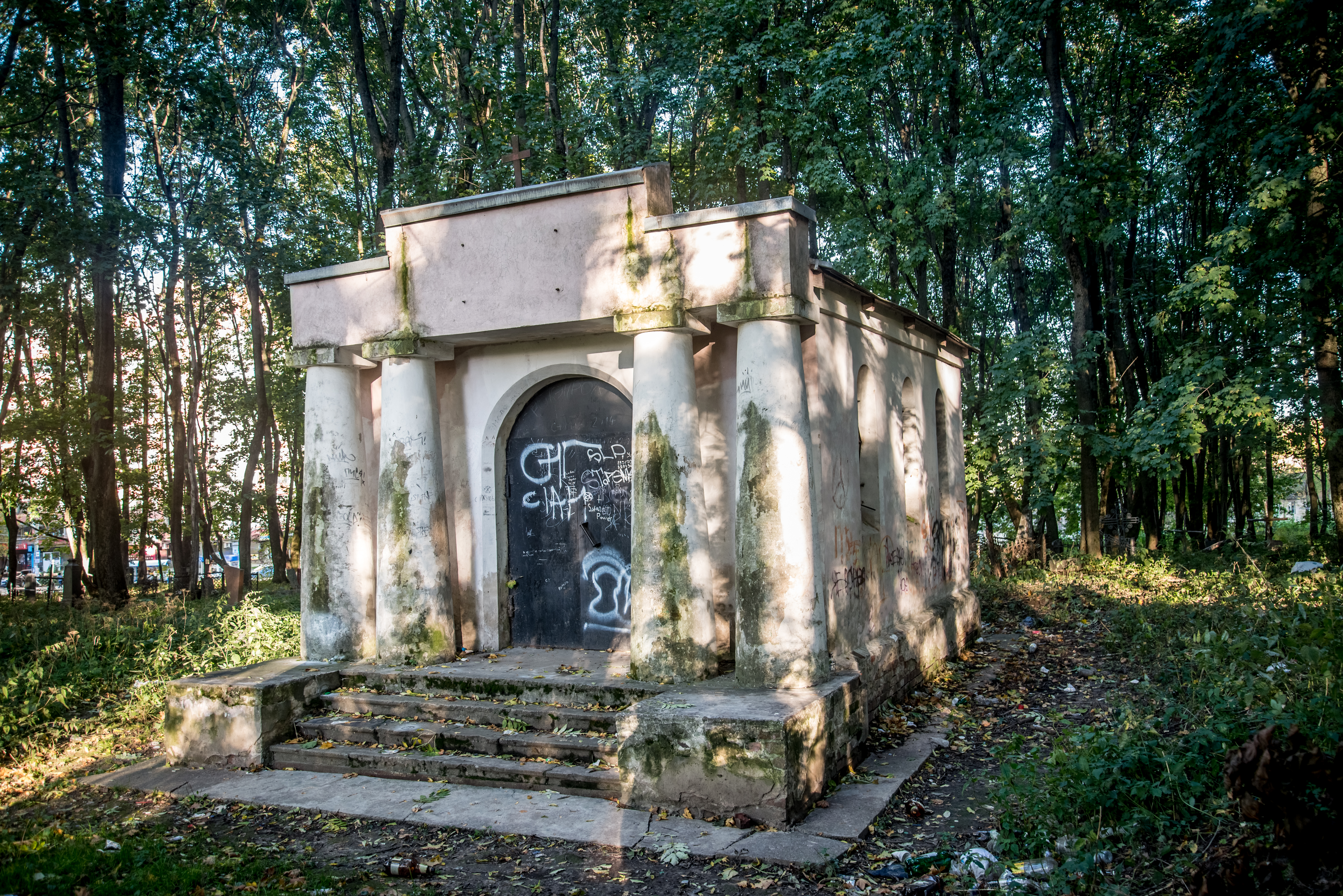
Grobowiec na cmentarzu

## Czasy obecne
W 1992 roku do Smoleńska przybył o. Ptolomeusz Kuczmik, który podjął się zorganizowania od podstaw duszpasterstwa parafialnego przy dawnym kościele parafialnym z przełomu XIX/XX wieku. Obecnie parafia obejmuje całą gubernię Smoleńską i posiada kaplicę filialną w Wielkich Łukach. Szczególną troską klasztor otacza Polaków nawiedzających miejsce kaźni polskich oficerów w Katyniu. 21 września 1999 roku nastąpiło poświęcenie przez arcybiskupa metropolitę moskiewskiego – Tadeusza Kondrusiewicza odnowionego klasztoru z przylegającą do niego kaplicą publiczną. 23 maja 2007 roku prowincjał Ezdrasz Biesok reerygował w tym miejscu klasztor. Nadal trwają starania o zwrot parafialnego kościoła, w którym mieści się archiwum państwowe.
20 października 2010 gubernator Siergiej Antufjew powiedział, że po zakończeniu budowy nowego archiwum, planowanym na 2011 rok, budynek kościoła zostanie przekazany wiernym i zrekonstruowany przy wsparciu finansowym Polski. Na początku 2015 roku świątynia była pusta (archiwum zostało przewiezione do specjalistycznego budynku).